# إسحاق الكوسج
أبو يعقوب إسحاق بن منصور بن بهرام المروزي فقيه حنبلي، وأحد رواة الحديث النبوي.

## سيرته
ولد بعد سنة مئة وسبعين. سمع من: سفيان بن عيينة، ووكيع بن الجراح، والنضر بن شميل، ويحيى بن سعيد القطان، ومعاذ بن هشام، وأبو أسامة، وعبد الرحمن بن مهدي، وعبد الله بن نمير، ومحمد بن بكر البرساني، وعبد الرزاق، ومحمد بن يوسف الفريابي، وعفان، وخلق كثير. حدث عنه: الجماعة سوى أبو داود، وأبو زرعة الرازي، وأبو بكر بن خزيمة، وأبو العباس السراج، ومؤمل بن الحسن الماسرجسي، وأحمد بن حمدون الأعمشي، ومحمد بن أحمد بن زهير، وخلق سواهم.
قال أبو عبد الله الحاكم: «أبو يعقوب الكوسج مولده بمرو، ومنشؤه بنيسابور، وأعقب وبها توفي، وهو أحد الأئمة من أصحاب الحديث من الزهاد، والمتمسكين بالسنة، اعتمداه في الصحيحين أي اعتماد، وهو صاحب المسائل عن أحمد بن حنبل الذي يستهزئ به المبتدعة والمتجرئون. سمعت أبا الوليد حسان بن محمد الفقيه يقول: سمعت مشايخنا يذكرون أن إسحاق بن منصور بلغه أن أحمد بن حنبل رجع عن بعض تلك المسائل التي علقها عنه، فحملها في جراب على ظهره، وخرج راجلا إلى بغداد، وعرض خطوط أحمد عليه في كل مسألة استفتاه عنها، فأقر له بها ثانيا، وأعجب به». قال مسلم بن الحجاج: «هو ثقة مأمون». وقال النسائي: «ثقة». قال الذهبي: «قد يروي عنه البخاري، فيقول: حدثنا إسحاق، لم ينسبه، فيشتبه بابن راهويه، فلنا قرائن ترجح أحدهما، وبكل تقدير، فلا يضر ذلك، فكل منهما حجة».

## وفاته
قال الحسين بن محمد القباني مات إسحاق بن منصور بن بهرام أبو يعقوب الكوسج بنيسابور يوم الخميس، ودفن يوم الجمعة لعشر خلون من جمادى الأولى سنة 251 هـ.